# Drieteenspecht
De drieteenspecht (Picoides tridactylus) is een vogel uit de familie van de spechten (Picidae). De wetenschappelijke naam van de soort werd in 1758 als Picus tridactylus gepubliceerd door Carl Linnaeus.

## Kenmerken
De soort is circa 22 cm groot en heeft poten met slechts drie tenen, in plaats van de gebruikelijke zygodactylische vier. Zijn verenpak is grotendeels zwart en wit. De vleugels zijn vrijwel geheel zwart maar er loopt een brede witte streep over zijn rug naar beneden tot en met zijn stuit. Het mannetje heeft een gele plek aan zijn kruin.

## Verspreiding en leefgebied
Hij is een vogel van bebost gebergte in Scandinavië, de Alpen en delen van de Balkan en verder naar het oosten tot aan Korea.
Er worden acht ondersoorten onderscheiden:
- P. t. tridactylus: van noordelijk Europa tot het zuidelijke Oeralgebergte tot zuidoostelijk Siberië en noordoostelijk China.
- P. t. alpinus: van centraal en zuidoostelijk Europa tot westelijk Oekraïne en Roemenië.
- P. t. crissoleucus: van het noordelijke Oeralgebergte tot oostelijk Siberië.
- P. t. albidior: Kamtsjatka.
- P. t. tianschanicus: oostelijk Kazachstan en westelijk China.
- P. t. kurodai: noordoostelijk China en noordelijk Korea.
- P. t. inouyei: Hokkaido.
- P. t. funebris: centraal China.

De soort komt niet voor in de Lage Landen.

## Status
De grootte van de populatie wordt geschat op 6-15 miljoen volwassen vogels. Dat is inclusief de populatie van de Amerikaanse drieteenspecht (P. dorsalis) die door de IUCN als een ondersoort wordt beschouwd. Op de Rode Lijst van de IUCN heeft de drieteenspecht de status niet bedreigd.